# Tōjō Shoya
Tōjō Shoya (東条 庄や Tōjō Shoya, sinh ngày 15 tháng 11 năm 1995) là một cầu thủ bóng đá người Nhật Bản thi đấu cho Marítimo B.

## Sự nghiệp câu lạc bộ
Anh ra mắt chuyên nghiệp tại Giải bóng đá hạng nhất quốc gia Bồ Đào Nha cho Marítimo B vào ngày 17 tháng 5 năm 2015 trong trận đấu trước Sporting B.